# Стоянович, Сретен
Сретен Стоянович (серб. Сретен Стојановић; 15 февраля 1898, Приедор, Австро-Венгрия — 29 октября 1960, Белград) — один из наиболее известных югославских и сербских скульпторов XX столетия. Известен также как художник-акварелист, педагог и художественный критик, академик Сербской академии.

## Жизнь и творчество
Сретен Стоянович родился в семье православного священника сербской национальности на севере нынешней Боснии-Герцеговины, входившей тогда в состав Австро-Венгрии. Отец будущего скульптора был сербский православный священник Симо Стоянович, патриот Сербии и большой друг России. Во время обучения в высшей школе в Тузле Сретен вступает в сербскую организацию Молодая Босния, за что был приговорён к 10 годам тюремного заключения. После окончания Первой мировой войны, в 1918 году С. Стоянович учится на скульптора сперва в Вене, затем в 1919 году он приезжает в Париж, где 1920-е годы продолжает своё художественное образование. Здесь С. Стоянович ведёт бурный, богемный образ жизни среди художников и артистов Монпарнаса, знакомится с Айседорой Дункан и другими известными личностями. Будучи человеком левых политических взглядов, С. Стоянович, вместе с югославскими художниками Драгишей Власичем и Владиславом Рибникаром, в 1927 году посещает СССР.
В период между двумя мировыми войнами молодой скульптор был дружен со своим школьным товарищем, доктором Джурицей Джорджевичем и его супругой Кристой, почитателями модернистского искусства, в доме которых собирались известные югославские художники, писатели, артисты, политики и интеллигенция левых взглядов. Во время Второй мировой войны С. Стоянович вместе со своей семьёй живёт в Белграде. После гибели в 1942 году своего брата, Народного героя Югославии и одного из ближайших сподвижников Й. Б. Тито, руководителя антифашистского партизанского движения в западной Боснии Младена Стояновича, С. Стоянович также начинает активно заниматься политической и общественной деятельностью. Он становится одним из руководителей Национального фронта Югославии, секретарём Союза художников Югославии, издателем журнала «Искусство», в 1950 году вступает в члены Сербской академии науки и искусств. В числе его учеников ярчайшая художница Югославии XX века Ольга Иваницкая.
Значительную часть созданного С. Стояновичем скульптурного наследия можно увидеть в его родном городе Приедор, а также в галерее Павла Белянского в Нови-Саде, в белградских Национальном музее и Музее современного искусства. Произведения его монументальной скульптуры находятся в разных городах Сербии, Черногории, Боснии и Герцеговины.

## Галерея

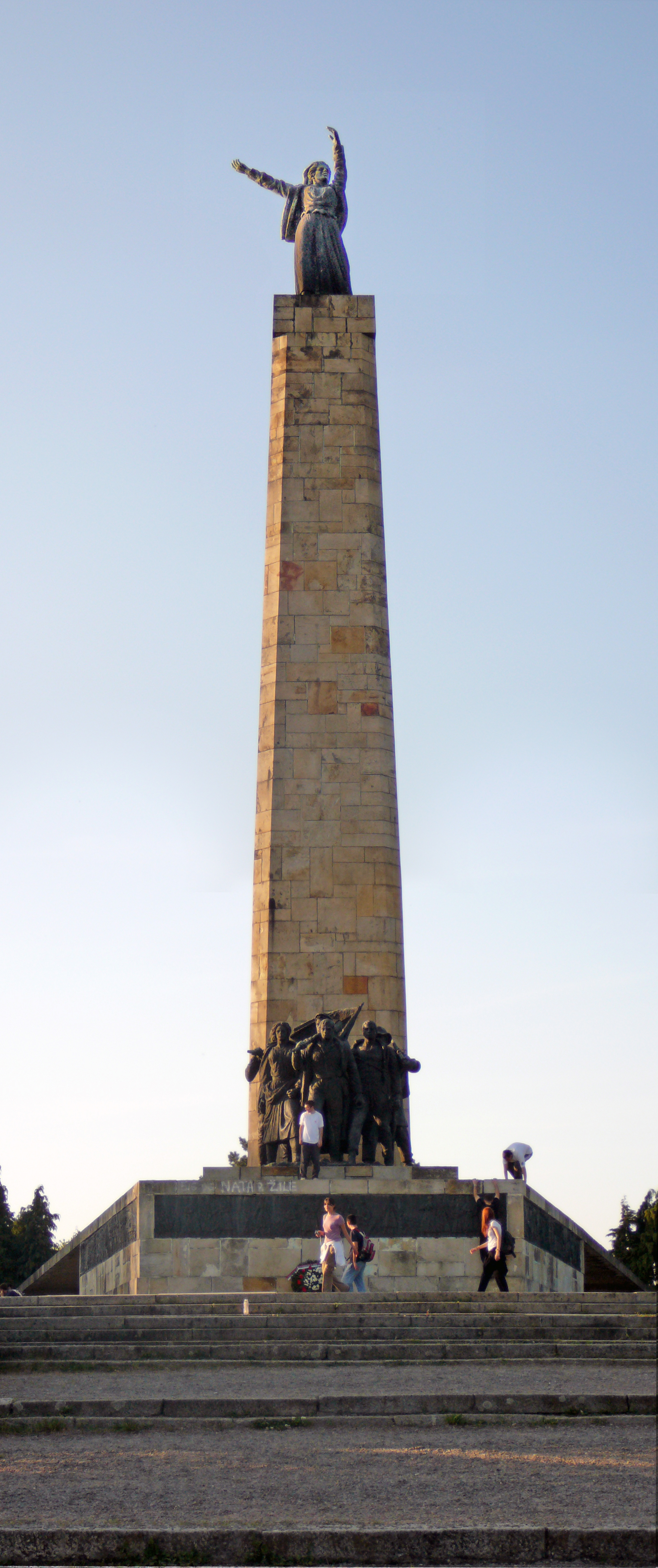
Памятник Свободе (1951.)
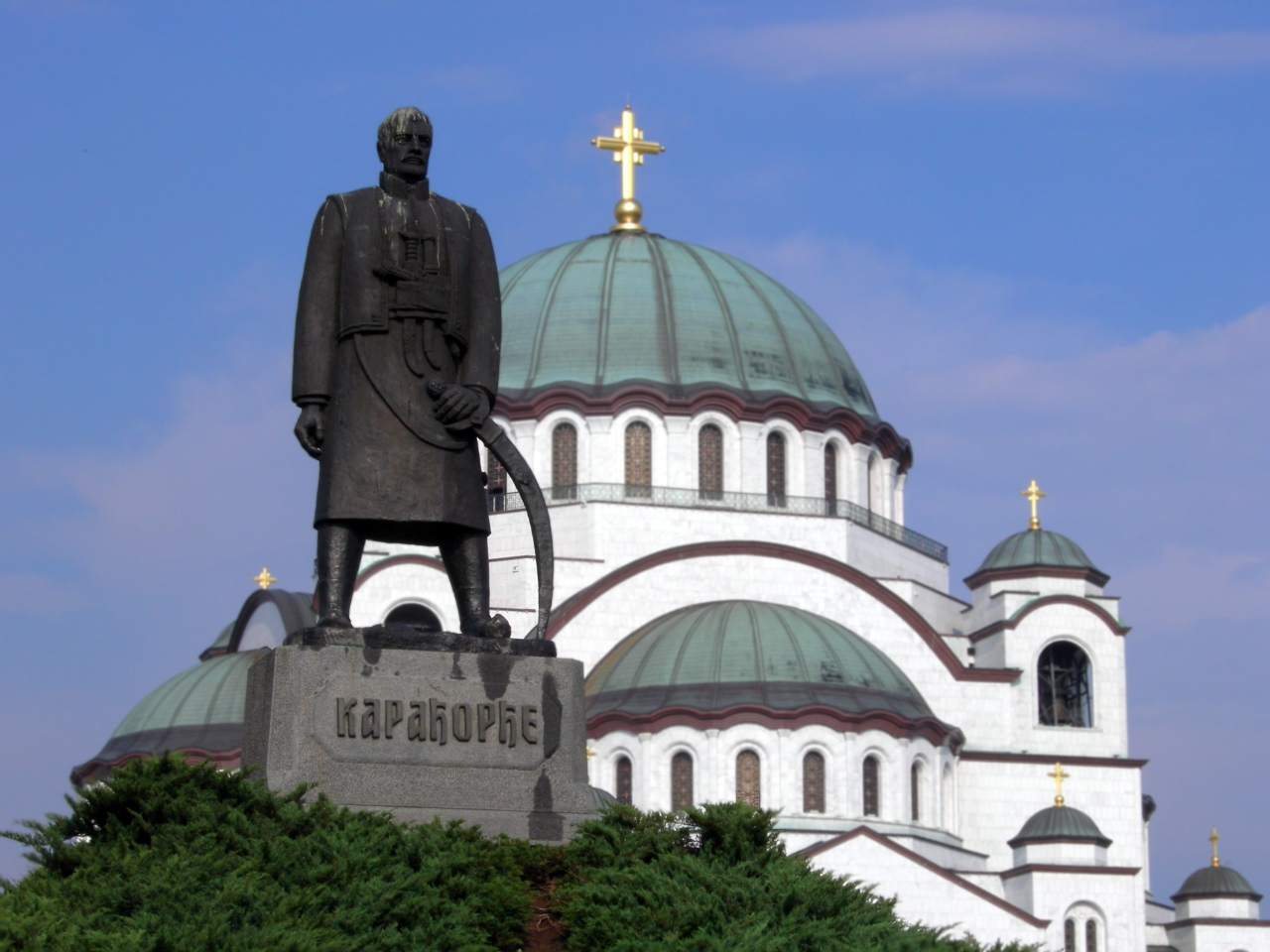
Памятник Карджордже Петровичу
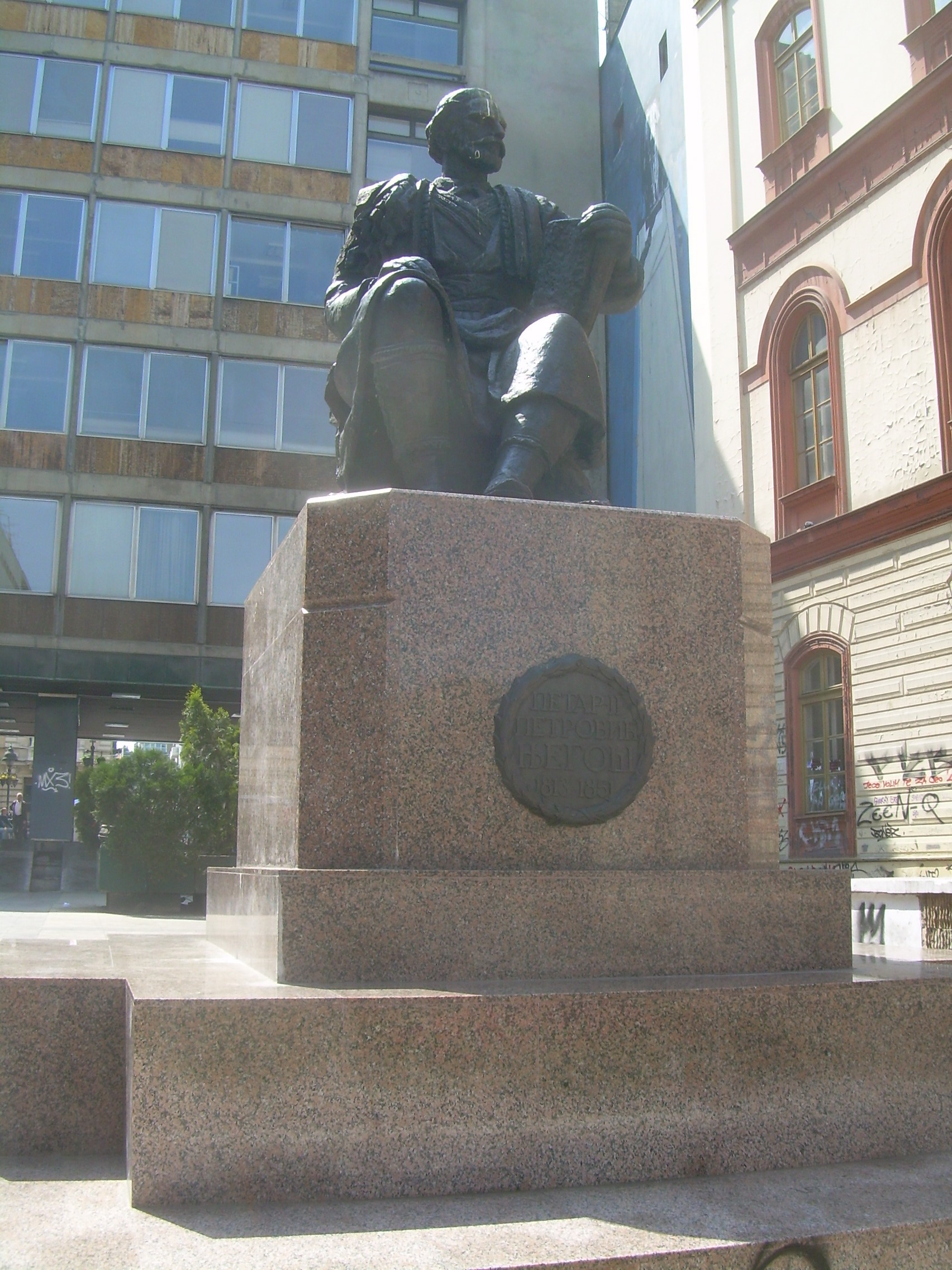
Памятник Петру II Петровичу-Негошу
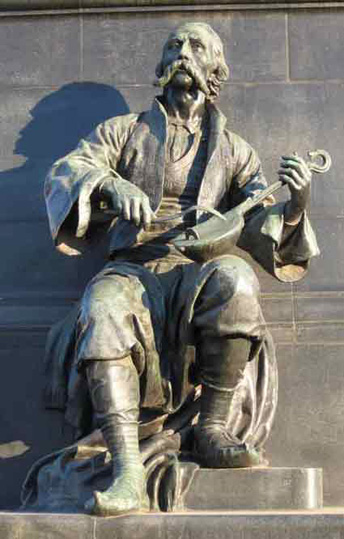
Памятник Филипу Вишничу

== Примечания ==
1. 1 2  Bibliothèque nationale de France Sreten Stojanović // Autorités BnF (фр.): платформа открытых данных — 2011.